# Theristus (D.) hirsutum
Theristus (D.) hirsutum är en rundmaskart. Theristus (D.) hirsutum ingår i släktet Theristus, och familjen Monhysteridae. Arten är reproducerande i Sverige.